# Seiza

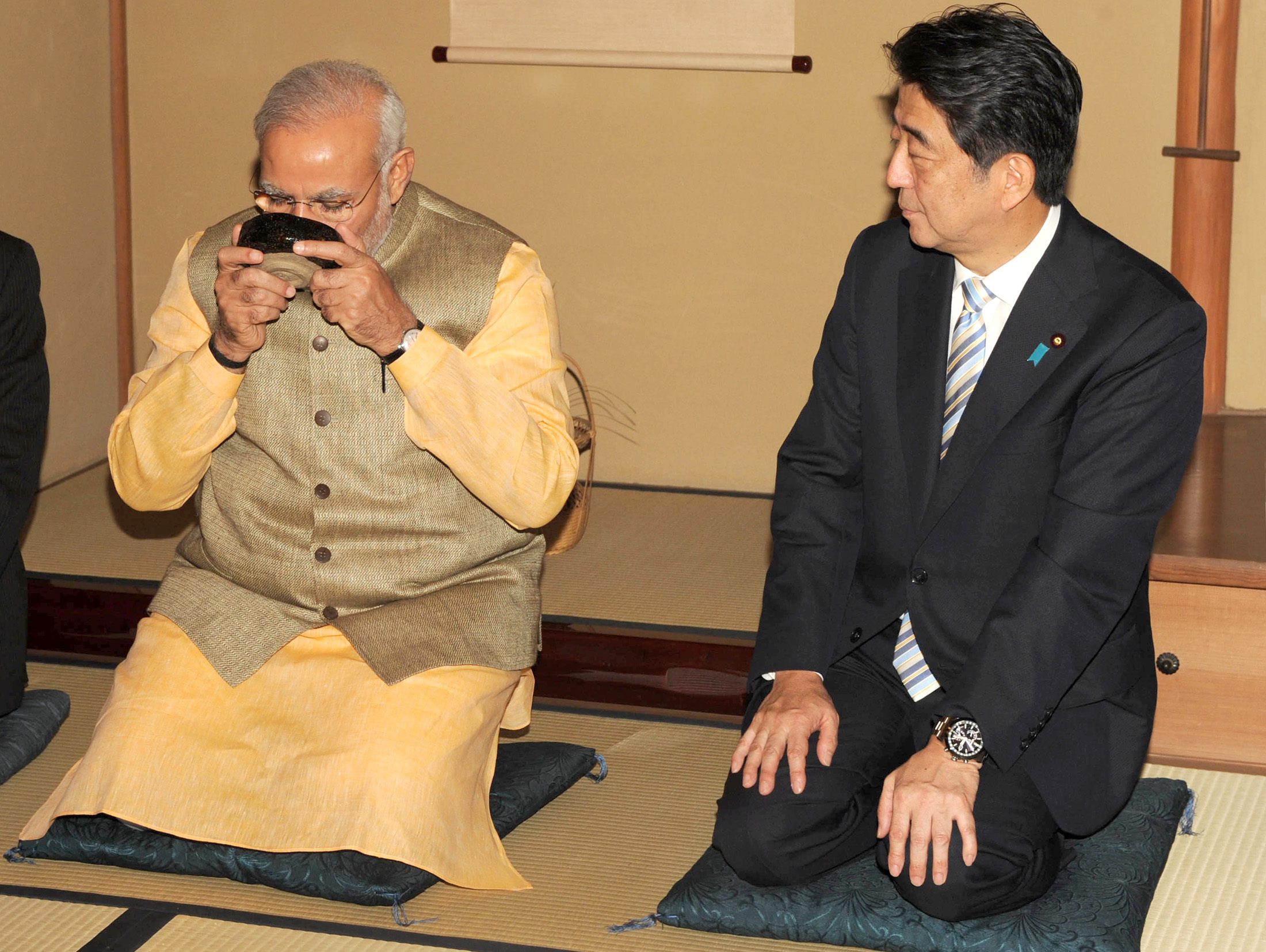
Narendra Modi (primeiro-ministro da Índia) e Shinzō Abe (então primeiro-ministro do Japão) sentados no estilo seiza durante uma cerimónia do chá.

Seiza (正座 ou 正坐; せいざ SAY-(ee)-zah; lit.  "sentar-se corretamente") é a forma formal e tradicional de sentar-se no Japão. Envolve um posicionamento e postura específicos em posição ajoelhada para transmitir respeito, principalmente aos mais velhos. Desenvolveu-se entre os samurais durante o período Edo e mais tarde foi amplamente adotada pelo público.[carece de fontes?]
Seiza está associada aos pavimentos de palha tatami ou zabuton almofadas que permitem uma sessão confortável, e é comummente usada em várias práticas japonesas, incluindo artes marciais japonesas e na cerimónia do chá japonesa. Sentar-se ao estilo seiza é muitas vezes difícil para as pessoas que não estão habituadas a ela ou para os fisicamente enfermos, como os feridos e os idosos. Sentar-se ao estilo seiza frequentemente está associado a problemas de saúde, particularmente os dos joelhos. Seiza pode ser comparada a posições sentadas semelhantes em outras culturas, como a indiana Vajrasana.[carece de fontes?]

## Forma
Para sentar-se no estilo seiza, primeiro é preciso estar ajoelhado no chão, dobrando as pernas sob as coxas e apoiando as nádegas nos calcanhares. Os tornozelos são virados para fora enquanto a parte superior dos pés é abaixada, de modo que, num leve formato de "V", a parte superior dos pés fica apoiada no chão e os dedos dos pés sobrepostos, o direito sempre em cima do esquerdo, e as nádegas são finalmente abaixadas completamente. Dependendo das circunstâncias, as mãos são cruzadas modestamente no colo, ou colocadas com as palmas para baixo na parte superior das coxas, com os dedos juntos, ou colocadas no chão, perto dos quadris, com os nós dos dedos arredondados e tocando o chão. As costas são mantidas retas, embora não anormalmente rígidas. Tradicionalmente, as mulheres sentam-se com os joelhos juntos, enquanto os homens os separam ligeiramente. Algumas artes marciais, principalmente kendō, aikidō e iaidō, podem prescrever até dois punhos de distância entre os joelhos para homens.[carece de fontes?]
Entrar e sair da seiza é feito com atenção plena. Existem métodos tradicionais codificados para entrar e sair da posição sentada, dependendo da ocasião e do tipo de roupa usada.[carece de fontes?]

## História

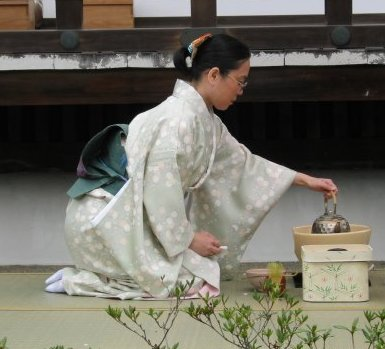
Uma mulher em seiza realizando uma cerimónia do chá japonesa.

Antes do período Edo, não havia posturas padrão para sentar no chão. Durante esse período, seiza referia-se ao "sentar correto", que assumia várias formas, como sentar com as pernas cruzadas (胡坐, agura), sentar com um joelho levantado (立て膝, tatehiza) ou sentar de lado (割座, wariza ), enquanto a postura comummente conhecida como seiza hoje era chamada de kiza (危座).[carece de fontes?]
As circunstâncias sociais das pessoas, os estilos de vestimentas e os lugares onde elas se sentavam naturalmente determinavam as suas maneiras de sentar. O desenvolvimento, no período Muromachi, da arquitetura japonesa, na qual os pisos eram completamente cobertos com tatame (grossas esteiras de palha), combinado com as formalidades rígidas da classe guerreira dominante para a qual este estilo de arquitetura foi principalmente projetado, anunciou a adoção da postura sentada conhecida hoje como seiza como a maneira respeitosa de sentar. Em meados do período Edo, tornou-se uma convenção para os samurais sentarem-se dessa maneira ao encontrarem-se com figuras de autoridade, como o Shogun, como um símbolo de obediência e lealdade. No entanto, provavelmente não foi até por volta dos anos que cercam a viragem do século XVIII (as eras Genroku a Kyōhō na história japonesa) que os japoneses geralmente adotaram esta maneira de sentar na suas vidas quotidianas e, durante a era Meiji, ela tornou-se firmemente estabelecida como a postura sentada adequada, como parte da "cultura e tradição japonesa" propositadamente criada durante este período.
A postura serve como postura padrão para sentar no chão na maioria das ocasiões formais tradicionais e é geralmente considerada a maneira respeitosa de sentar-se na presença de superiores ou mais velhos, a menos que seja permitido de outra forma. Existe uma postura sentada semelhante na Índia chamada vajrasana. Isto seria feito durante uma forma de ioga e praticado durante visitas a templos e orações nos templos. Os indianos acreditam que essa postura traz benefícios à saúde.[carece de fontes?]

## Chão
Seiza envolve sentar-se no chão e não numa cadeira. Na arquitetura tradicional japonesa, os pisos de várias divisões projetados para o conforto têm pisos de tatame. Seiza está intimamente ligada ao piso de tatame. Há circunstâncias, no entanto, em que as pessoas se sentam no estilo seiza em pisos acarpetados e de madeira. Em muitas artes marciais, por exemplo, esta posição sentada geralmente ocorre em pisos de madeira. Dependendo da formalidade da ocasião, do cenário e do estatuto relativo da pessoa, às vezes é aceitável sentar-se numa almofada especial chamada zabuton (literalmente, um "futon para sentar").

## Dificuldades

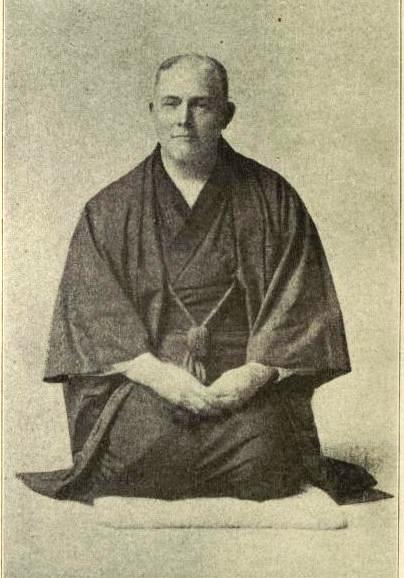
Frederick Starr sentado no estilo seiza num zabuton.

Às vezes, bancos são fornecidos para idosos ou feridos, mesmo quando se espera que outros se sentem no estilo seiza. É recomendado, principalmente em situações formais, pelo menos tentar sentar-se no estilo seiza. No entanto, pessoas de origem não japonesa que não cresceram sentadas nessa postura podem ter dificuldade em assumi-la. Aqueles que não estão familiarizados com seiza provavelmente descobrirão que mantê-lo por mais de um ou dois minutos tende a levar à parestesia, na qual a compressão dos nervos causa perda do fluxo sanguíneo, com a sensação de "formigeiro", seguida por dolorosas sensações de queimação e, por fim, dormência completa nas pernas. No entanto, o desconforto físico diminui com a experiência, à medida que a circulação sanguínea melhora. Praticantes experientes de seiza podem manter a postura por quarenta minutos ou mais com desconforto mínimo. Certos problemas no joelho pioram ao assumir esta posição, especialmente a doença de Osgood-Schlatter.
Bancos seiza especiais estão disponíveis no Japão. São bancos dobráveis, pequenos o suficiente para serem carregados numa bolsa, que são colocados entre os pés e nos quais se apoiam as nádegas quando se senta em estilo seiza. Eles permitem que se mantenha a aparência de estar sentado em seiza, ao mesmo tempo em que aliviam discretamente a pressão sobre os calcanhares e os pés.[carece de fontes?]
Uma lei que entrou em vigor em abril de 2020 reconhece a seiza por longos períodos de tempo como uma forma moralmente inaceitável de punição, de acordo com o Ministério da Saúde, Trabalho e Bem-Estar do Japão.

## Uso em artes tradicionais

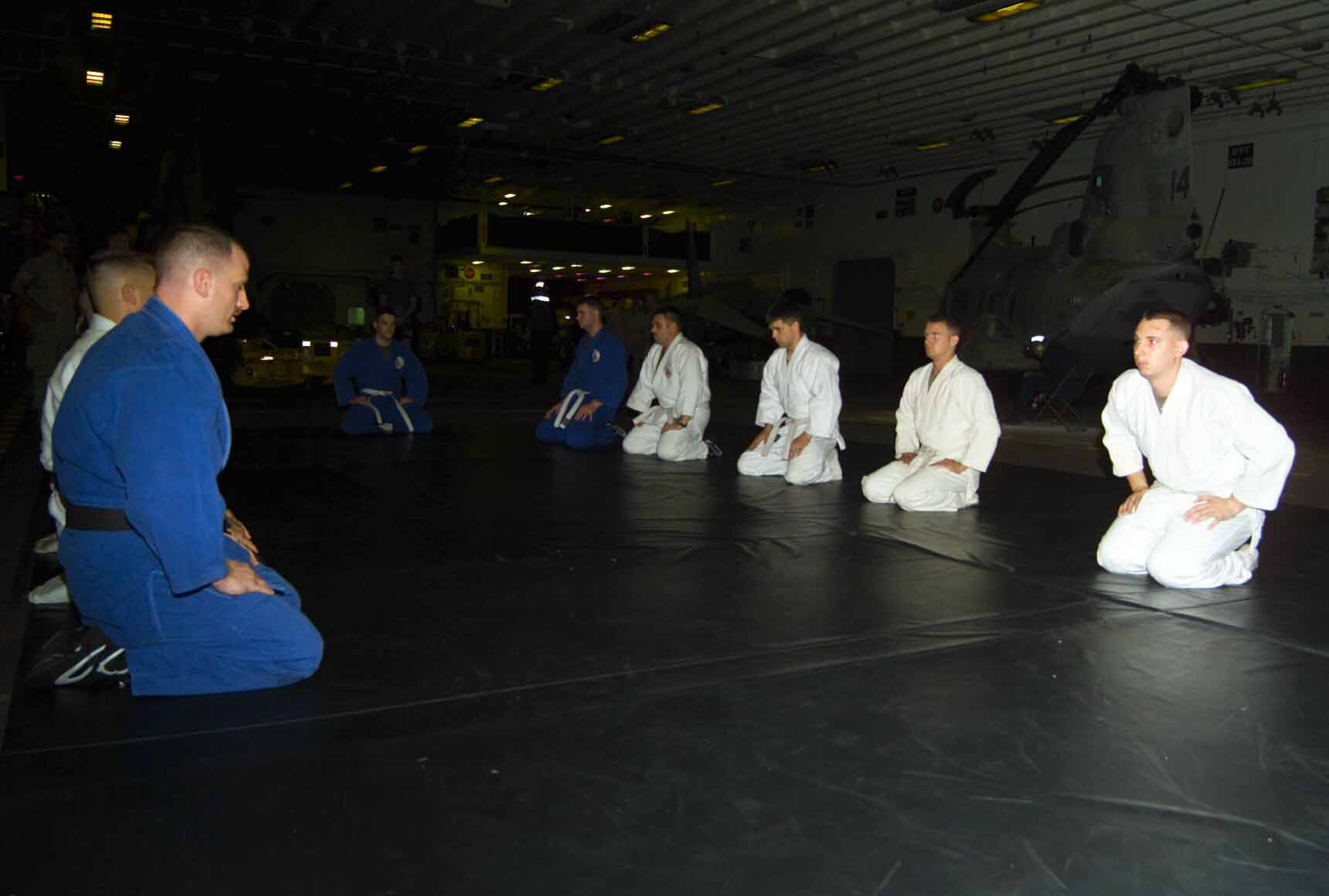
O praticante de judo à direita faz uma reverência sentado em seiza.

Fazer seiza é parte integrante e necessária de várias artes tradicionais japonesas, como certas artes marciais japonesas e a cerimónia do chá (uma versão da cerimónia do chá em estilo de mesa, conhecida como ryūrei, foi inventada no século XIX).[carece de fontes?] Seiza também é a maneira tradicional de sentar-se enquanto se pratica outras artes, como shodō (caligrafia) e ikebana (arranjos florais), embora com o uso crescente de móveis de estilo ocidental isso nem sempre seja necessário hoje em dia.[carece de fontes?]
Muitos teatros de artes cénicas tradicionais, como kabuki e sumo, ainda têm secções de assentos onde os espetadores se sentam no estilo seiza.[carece de fontes?]

### Shikkō
Andar de joelhos e pés na postura seiza, conhecida como movimento em joelhos (膝行, shikkō), é considerado mais educado do que ficar de pé e caminhar de forma normal. O shikkō é bastante raro hoje em dia, mas é encontrado em alguns restaurantes formais tradicionais e ryokan, e é praticado na arte marcial do aikido, onde os praticantes aprendem a defender-se enquanto se movimentam em shikkō.[carece de fontes?]
Para executar corretamente esse movimento de caminhada com os joelhos apoiados, os calcanhares devem ser mantidos próximos um do outro e o corpo deve mover-se como uma unidade completa. O movimento no shikkō força o praticante a envolver os quadris de uma forma considerada valiosa para o treino de aikido.[carece de fontes?]

## Posições alternativas para sentar

### Agura

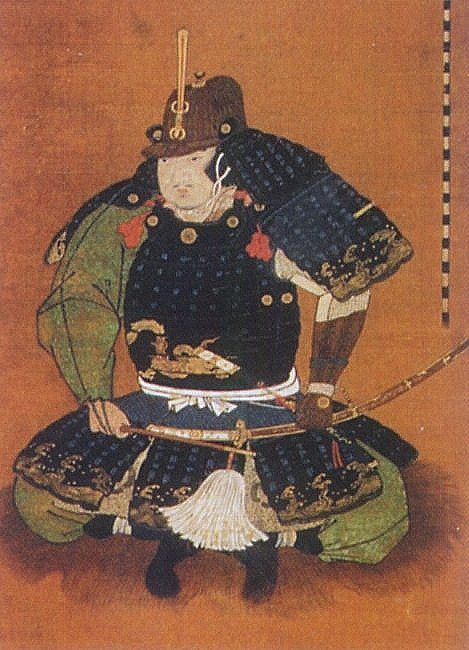
Sakakibara Yasumasa sentado em posição agura.

Sentar-se de pernas cruzadas, agura, é considerado informal: é apropriado para certas situações, mas não para outras. É comum em situações informais, como comer numa mesa baixa num restaurante casual, e permitido em situações formais, especialmente para aqueles para quem o seiza é difícil, como idosos ou pessoas não japonesas.[carece de fontes?]

### Yokozuwari

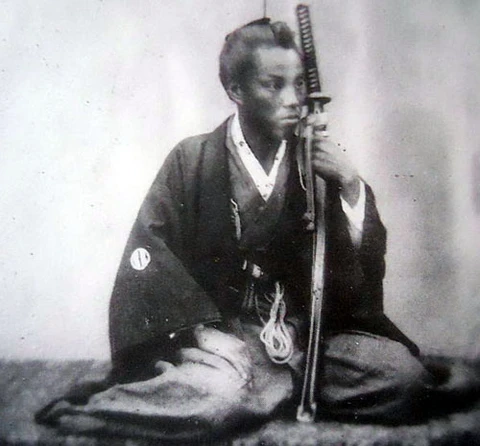
Um samurai sentado segurando a sua espada com uma mão.

Algumas posturas sentadas (por exemplo, agura, tatehiza, etc.) são impossíveis de serem feitas com saias ou certos tipos de roupas tradicionais femininas (como o quimono pré-moderno) sem risco de exposição, então uma postura sentada informal alternativa tem ambas as pernas para um lado, com um lado dos quadris no chão, denominado yokozuwari (横座り, literalmente "sentar-se de lado").

### Wariza
Outra postura informal para mulheres é chamada wariza (割座, literalmente "sentar-se separado ou dividido", "w-sitting" or "reverse tailor style sitting" in English)  que se assemelha à postura seiza, em que as nádegas ficam no chão e as pernas são dobradas para os respetivos lados.

### Kiza

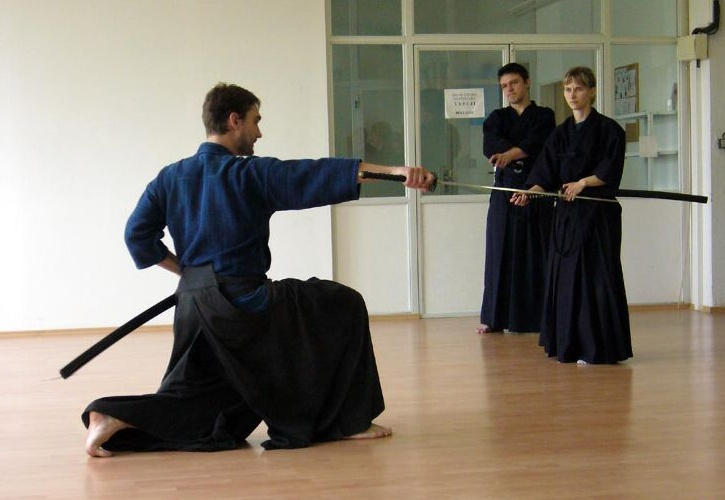
Este praticante de iaido está a executar um corte diretamente do kiza.

Para sentar-se em seiza, é necessário ficar momentaneamente em posição de joelhos, com os calcanhares apoiados; se a pessoa permanecer sentada sobre os calcanhares, com as pontas dos pés a tocar o chão e os dedos flexionados para a frente, isso é chamado de kiza (跪座 / 跪坐). Se a pessoa então abaixar a parte superior dos pés até o chão, ela estará na posição seiza. Em algumas escolas de iaido, os praticantes levantam-se para desembainhar a espada e cortar após assumir momentaneamente o kiza, para não torcer o peito do pé ao saltar diretamente do seiza.[carece de fontes?]